# COBOL
COBOL (kratica za COmmon Business Oriented Language) je jedan od najstarijih viših programskih jezika.  Nastao je 1959. kao plod rada Short Range Committee. Uglavnom služi za pisanje poslovnih i financijskih aplikacija i kao podrška administrativnim sustavima u tvrtkama i vladama. Najnovija specifikacija, COBOL 2002, sadrži mehanizme objektno-orijentiranog programiranja i mnoge druge moderne mogućnosti.

## Sintaksa
Sintaksa COBOL-a je slična engleskom jeziku koliko je to moguće za jedan programski jezik, što olakšava učenje programiranja u COBOL-u početnicima, i radi čega su poslovni programi širom svijeta do kraja 20. stoljeća pisani u COBOL-u, no s druge strane to stvara ponekad smiješne situacije za malo iskusnije programere.
Primjer - povećavanje varijable za 1:
- u C-u se navedeni zadatak može izvesti na dva načina:
  - a) c=c+1
  - b) c++

Oba su jezgrovita, prvi je jasan i onome tko ne zna sintaksu C-a, a za drugi treba znati da ++ unarni operator povećava vrijednost varijable za 1.
- U COBOL-u to glasi ovako:
  - ADD 1 TO COBOL GIVING COBOL

U COBOL pospremi zbroj COBOL+1, savršeno logično no nepraktično za pisanje.

## Vanjske poveznice
- COBOL Standards (engl.)